# Царевці (Варненська область)
Ца́ревці (болг. Царевци) — село у Варненській області Болгарії. Входить до складу общини Аврен.

## Населення
За даними перепису населення 2011 року у селі проживали 682 особи.
Національний склад населення села:
| Національність   | Кількість осіб | Відсоток |
| ---------------- | -------------- | -------- |
| болгари          | 530            | 80,2%    |
| цигани           | 90             | 13,6%    |
| турки            | 29             | 4,4%     |
| Всього відповіли | 661            |          |

Розподіл населення за віком у 2011 році:
Динаміка населення: